# Syneora symphonica
Syneora symphonica är en fjärilsart som beskrevs av Turner 1926. Syneora symphonica ingår i släktet Syneora och familjen mätare. Inga underarter finns listade i Catalogue of Life.